# Běh na lyžích na Zimních olympijských hrách 1960
Běh na lyžích na Zimních olympijských hrách 1960 probíhal na stadionu Stadion McKinney Creek a v jeho okolí v Tahomě.

## Medailové pořadí zemí
| Pořadí | Země                | Zlato | Stříbro | Bronz | Celkově |
| ------ | ------------------- | ----- | ------- | ----- | ------- |
| 1.     | Švédsko (SWE)       | 2     | 2       | 1     | 5       |
| 2.     | Finsko (FIN)        | 2     | 1       | 2     | 5       |
| 3.     | Sovětský svaz (URS) | 1     | 2       | 3     | 6       |
| 4.     | Norsko (NOR)        | 1     | 1       | 0     | 2       |
|        | Celkem              | 6     | 6       | 6     | 18      |

## Medailisté

### Muži
| Disciplína        | Zlato                                                                             | Výkon     | Stříbro                                                                            | Výkon     | Bronz                                                                                          | Výkon     |
| ----------------- | --------------------------------------------------------------------------------- | --------- | ---------------------------------------------------------------------------------- | --------- | ---------------------------------------------------------------------------------------------- | --------- |
| 15 km             | Håkon Brusveen · Norsko (NOR)                                                     | 51:55,5   | Sixten Jernberg · Švédsko (SWE)                                                    | 51:58,6   | Veikko Hakulinen · Finsko (FIN)                                                                | 52:03,0   |
| 30 km             | Sixten Jernberg · Švédsko (SWE)                                                   | 1:51:03,9 | Rolf Rämgård · Švédsko (SWE)                                                       | 1:51:16,9 | Nikolaj Anikin · Sovětský svaz (URS)                                                           | 1:52:28,2 |
| 50 km             | Kalevi Hämäläinen · Finsko (FIN)                                                  | 2:59:06,3 | Veikko Hakulinen · Finsko (FIN)                                                    | 2:59:26,7 | Rolf Rämgård · Švédsko (SWE)                                                                   | 3:02:46,7 |
| štafeta 4 × 10 km | Finsko (FIN) · Toimi Alatalo · Eero Mäntyranta · Väinö Huhtala · Veikko Hakulinen | 2:18:45,6 | Norsko (NOR) · Harald Grønningen · Hallgeir Brenden · Einar Østby · Håkon Brusveen | 2:18:46,4 | Sovětský svaz (URS) · Anatolij Šeljuchin · Gennadij Vaganov · Alexej Kuzněcov · Nikolaj Anikin | 2:21:21,6 |

### Ženy
| Disciplína       | Zlato                                                                      | Výkon     | Stříbro                                                                        | Výkon     | Bronz                                                               | Výkon     |
| ---------------- | -------------------------------------------------------------------------- | --------- | ------------------------------------------------------------------------------ | --------- | ------------------------------------------------------------------- | --------- |
| 10 km            | Marija Gusakovová · Sovětský svaz (URS)                                    | 39:46,6   | Ljubov Baranovová · Sovětský svaz (URS)                                        | 40:04,2   | Raďja Jerošinová · Sovětský svaz (URS)                              | 40:06,0   |
| štafeta 3 × 5 km | Švédsko (SWE) · Irma Johanssonová · Britt Strandbergová · Sonja Edströmová | 1:04:21,4 | Sovětský svaz (URS) · Raďja Jerošinová · Marija Gusakovová · Ljubov Baranovová | 1:05:02,6 | Finsko (FIN) · Siiri Rantanenová · Eeva Ruoppaová · Toini Pöystiová | 1:06:27,5 |